# Robinson R44
Pour les articles homonymes, voir R44.
Le Robinson R44 est un hélicoptère léger à moteur à piston Lycoming 4-places produit par Robinson Helicopter depuis 1993.

## Historique
Le Robinson R44 est dérivé du Robinson R22, version plus légère 2-places commercialisée depuis 1979.
Au fur et à mesure des années, cette machine s'est imposée avec les nouvelles versions R44 Raven et R44 Raven II. Alliant fiabilité et performance, il est devenu l'hélicoptère le plus vendu au monde dans sa catégorie.
En 2018, 209 R44 (63 Raven I, 17 Cadet et 129 Raven II) sont livrés et 4 construits par semaine.

## Modèles

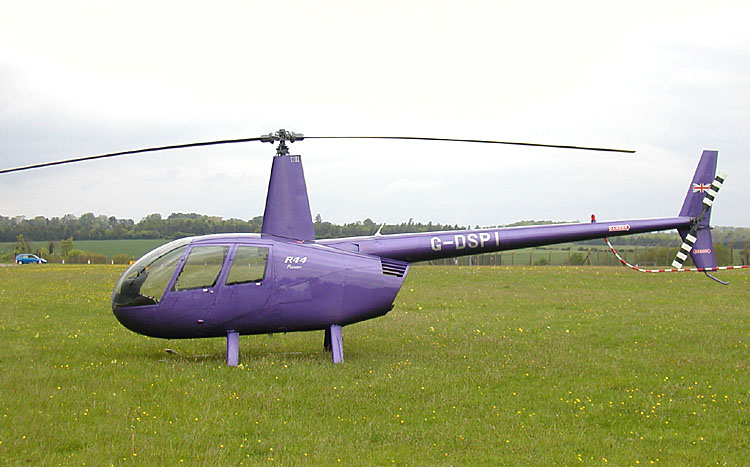
Hélicoptère Robinson R44.

(Source Robinson)
Astro
Modèle initial de 1993.
Moteur Lycoming O-540 (225 ch).
Raven
Modèle introduit en 2000 (appelé rétrospectivement Raven I).
Ajout du palonnier réglable et de contrôles hydrauliques. Le TBO (Time Between Overhaul) passe de 2 000 à 2 200 heures.
Raven II
Modèle introduit en 2006.
Moteur à injection Lycoming IO-540 (245 ch).
Cadet
Modèle introduit en 2015.
Version biplace avec moteur Lycoming O-540 (210 ch).
Le Robinson R44 existe en version Clipper, munie de flotteurs, en version Police, munie d'une caméra infrarouge, et en version Newscopter adaptée pour la transmission télévisée.

## Records
C'est à bord d'un R44 que Jennifer Murray devient en 1997 la première femme à réaliser un tour du monde en hélicoptère, puis en 2000 la première femme à réaliser un tour du monde en hélicoptère en solo.
Le 27 mars 2025, un R-44 modifié effectué le premier vol d'un hélicoptère à moteur à hydrogène depuis l'aéroport Roland-Désourdy à Bromont, au Québec. L’appareil utilisé, modifié par Unither Bioelectronics, filiale de United Therapeutics (en), a volé trois minutes et seize secondes.

## Hommage en musique
En 2019, le rappeur Français Koba LaD sort un clip musical au nom de l'appareil.